# Pec pod Sněžkou
Pec pod Sněžkou település Csehországban, Trutnovi járásban. Pec pod Sněžkou Malá Úpa, Černý Důl, Strážné, Špindlerův Mlýn, Svoboda nad Úpou, Janské Lázně, Horní Maršov és Karpacz településekkel határos. Lakosainak száma 731 fő (2024. január 1.).

## Népesség
A település lakosságának változását az alábbi diagram mutatja:
| Lakosok száma | 2621 | 2508 | 1980 | 3876 | 617  | 595  | 635  | 657  | 599  | 731  |
|               | 1869 | 1890 | 1921 | 1950 | 1980 | 2001 | 2017 | 2019 | 2022 | 2024 |